# 基希海姆 (黑森州)
基希海姆（德語：Kirchheim，發音：[ˈkɪʁçhaɪm] ⓘ）是德国黑森州卡塞尔行政区黑斯费尔德-罗滕堡县的市镇，面积50.61平方千米，2023年12月31日人口为3,637人。